# 空売り
空売り（からうり、英: short-selling）は、投機対象である現物を所有せずに、対象物を（将来的に）売る契約を結ぶ行為である。
商品先物取引や外国為替証拠金取引でも用いられる用語だが、差金決済を前提としたこれらの市場では売り買いとも「空（から）」である事が前提であるため端的に売り、ショートと呼ぶことが多い。
対象物の価格が下落していく局面でも取り引きで利益を得られる手法のひとつ。「信用売り」「ハタ売り」も同義語である。対義語は「空買い」。

## 概要
元々の空売りとは、対象物を保有していない状態で特定期日に対象物を特定価格で手渡すと約束する対象物の信用売りを指した。当然、この契約を遂行するために決済期限前までに対象物を探すことになる。ここでもし決済猶予期間に対象物の価格が契約価格よりも値下がりすると、対象物を安値で仕入れて契約時の高値で決済することになるので差額の利益が生まれる。逆に対象物の価格が値上がりしていると、高値で買い取って安値で手放すことになるので損となる。
現在の株式市場での空売りとは、証券の保有者から証券を借りて市場で売り、証券の返却期日前に証券を買い戻す行為を主に指す。この場合は株の貸借の返済期日（制度信用：半年、無期限信用の場合無期限）までに証券の価格が値下がりすると証券を安値で買い戻して高値で決済することができるので、差額による利益が生まれる。
一般の投資家は証券会社を通じて株券を借りて売ることになるが、証券会社は証券金融会社を通じて他の証券会社や機関投資家、信託銀行などから借り受けることで調達する。また、機関投資家が直接大口株主と株券の貸借（株券消費貸借）契約をおこない、その際借りた株券を売却することもある。

## 空売りの流れ
空売りの流れを簡略化すると以下のようになる。金額は例としての値である。
1. 投資家は証券会社から株を借り、それを市場で100円で売る。投資家は株を売った代金100円を得る。
2. 後日、当該株価が下がり市場で同じ数量の株を代金90円で買い株式を手に入れる。
3. この90円で買った株式を証券会社に返却する。差額の10円が投資家の手元に残り、これが投資家の利益になる。

実際には投資家は売買に関する手数料のほか、株を借りたことによる貸株料を証券会社に支払う。証券会社ははじめの売却代金である100円を預かるので、その金利（日歩）を投資家に支払う。ただし売り長で株不足になった場合には金利を支払わなくてはならない場合があり、これを品貸料あるいは逆日歩と呼ぶ。
空売りでは投資家が証券会社から株を借りるので、投資家と証券会社との間に信用関係があることが条件になる。空売りのような行為は信用取引と呼ぶ。このため空売りを行うには証券会社に信用取引口座を開設する必要がある。
もし空売りした株の値段が予想に反して上昇した場合でも投資家は証券会社に株を返却しなくてはならないので、空売りした時よりも高い値段で株を買い戻さなくてはならない。この場合には投資家は損をする。空売りによる利益は倒産等による株式の無価値化の場合に最大となり、その金額は空売りを行った金額以下（上記例では100円、実際には株価は0円にはならないのでそれ以下）に限定される。一方で株価が予想に反して上昇した場合には、損害が天井知らずという危険性を持っている。このことは「空売りの損失は青天井」、「買いは家まで 売りは命まで」という格言に象徴される。
決算期末の権利確定日までに現物を売りたいが同時に株主としての権利を得たい場合に空売りを行うことがあり、この場合は「つなぎ売り」と呼ばれる。

## 空売りの利点と問題点
原義的には空売りとは自らが経済的持分として現有しない株式を公開市場で売却する意志を提示し約定をとりつける行為であり、決済期日（T+3ルール）までに調達しなければ契約不履行という異常事態におちいる。また意図的に現金決済をもくろみ契約不履行やむなしの約定行為は現物取引市場においては禁止されている。これは現金による差金決済を前提とするデリバティブ市場とはことなり、現実に株式（実物）を手交することを前提とした市場において、実際には現物が確保できない可能性があることを知りながら売買を確約することが市場の信頼性を著しく損ない、場合によっては詐欺罪に該当するためである。
一般投資家が制度信用取引を利用することで「借り受け売り」の売りポジションをもつことに対して、空売りの制度上の問題点が指摘されることはない。一方で「借り受け売り」の基礎となる株券を担保とした金銭消費貸借契約は本来は提出された株券を担保として金銭を貸し出す契約であって、借主の債務不履行がない限り担保権の執行が行えない前提であるところ、株式消費貸借契約の場合では金銭消費貸借の借主側の債務不履行を前提とせず担保株式の処分を可能とする契約であるため当該企業の主要株主（オーナー株主や経営陣など）が株式消費貸借契約を申し込んできているという特筆事由を材料に事実上のインサイダー取引が可能になる点が問題となり空売り規制の対象とされることがある。
また空議決権行使（経済的持分なしに議決権を行使すること）あるいは持分の隠蔽（経済的持分を持ちながら議決権を持たない状態であること）の問題がある。これら経済的持分と議決権の不一致の問題は株券貸借や株式デリバティブ（金融派生商品）を用いて比較的容易に作りだせる。前者は株主総会の基準日を越えて借株を持ち越せばよく、後者はトータルリターンスワップ契約（約定利息を支払う代わりに配当金・株価上昇した場合の上昇差益を得る権利を取得する契約）を行えばよい。いずれも正当な契約であるが、自らに都合のよい採択がなされるように空議決権を行使したり大量保有報告書に登記されることを隠蔽しながら実質的な買い進めをおこない突然大株主として浮上し会社に圧力をかける手段として利用される可能性がある。
大型の公募増資（PO）においては、インサイダー情報を入手するなどして株式価値の希薄化をあてこんで、投機的な空売り行うことで企業の資金調達を妨害し市場を撹乱させることがある。とくに増資規模が大きい場合、有力な引受先を探す目的もあって事前におこなわれる聞き取り調査（プレ・ヒアリング）から情報が漏れることがあり、これがしばしば増資公表前の不正な株価急落（および空売りによる利益の獲得）事例を招いている。あるいは価格決定日まえに大量に空売りを仕掛け相場を押し下げることでPO株を安く買うことができる。
アメリカでは1997年にレギュレーションMを導入し、発行価格決定の5営業日前以降に空売りを実施した投資家について増資で発行される新株を購入することを禁止した。日本でも金融庁が2011年度上期に関連政府令を改正して同様の空売り規制を行う方針を明らかにしている。

## 英語
英語においては証券を一定期間借りて市場で売り証券の返還日前に買い戻す行為を「short selling」、株を借りずに売りの契約を結ぶ行為を「naked short selling」あるいは「naked short」（裸売り）とよぶ。裸売りの場合は手渡す株を確保していない段階で売りの契約を結ぶので株の引渡し前に手渡す株を市場で探すことになるが、株が市場に売りに出されておらず見つからない場合は「failure to deliver」（契約不履行）となる。元々の「空売り」の意味は「naked short selling」のほうが近い。「naked short selling」はまさに空（信用）の売りであるので多くの証券市場で法的な制限が存在する。
「short selling」の場合は取引高が借受けできる現物の株の数に限定される。一方で「naked short」の場合は理論上は現時点で市場に出回っている現物株の数と関係なしに信用売りの契約を結ぶことができる（発行済株式総数を上回る株数を売ることも可能）という違いが存在する。
正当な市場の動向の予測による株取引を行い利益を得ることは現在でも問題は無いが、自ら膨大な空（から、証券無保有）の契約を結び市場の価格を暴落させて無理やり自らに有利な相場を作って利益を稼ぐ行為は証券価格の適正価格からの遊離、さらには証券市場や実体経済の混乱を招くため不法な「価格操作」として法的に規制されている。過去には仕手戦において「naked short」の空売りが横行し、空売りは投機行為の代名詞となり空売りという言葉自体に良くない印象を持たれるようになった。現在では空売りに対して様々な法的規制が存在し、空売りといえばほとんどの場合は借り受け売りのことを指すようになった。一方で空売りは現物株が市場に出回っていないときにも売買契約が可能（市場の流動性）になるという効用が存在するため、証券取引が活性化されるという利点が存在する。
また空売りによる取引額の増大により証券市場においてより株の適正価格が確保されるという意見と、空売りにより投機行為の増大により株価が適正価格から遊離するという意見が存在する。特に前者の空売りは現物株が存在しない段階で結ぶ架空の売り行為でありこのような経済活動は制限されるべきであるという意見と、空売りに対する規制は自由契約の原則を犯す行為であり好ましくないという意見が存在する。「naked short」は厳密には決済期日（現物の受渡日）までに反対売買により差金決済をおこなう先物取引に相当するため、現在の現物株取引市場においては規制（T+3ルール）が存在する。